# Пийнътс
„Пийнътс“ („Peanuts“, в превод от английски: „Фъстъци“) е поредица карикатури, създадена, писана и рисувана от американския карикатурист Чарлс М. Шулц, която съществува в периода от 2 октомври 1950 до 13 февруари 2000. Карикатурите са едни от най-популярните и вдъхновяващи в историята. В най-върховия си момент „Пийнътс“ се печата в над 2600 вестника, четени от 355 милиона души в 75 страни, и са преведени на 40 езика. Спомага за установяването на четири-кутийните карикатури като стандартни в САЩ. Все още стари карикатури от поредицата се препечатват в много вестници.

## Чарлс М. Шулц
Роден на 26 ноември 1922 в Сейнт Пол, Минесота, Шулц живее и работи повече от 30 години в Санта Роса, Калифорния. Преди да се премести в Санта Роса, карикатуристът има собствено студио в Себастопол, Калифорния, което е разрушено от пожар през 1966. Музеят „Чарлс М. Шулц“ в Санта Роса проследява живота и творчеството му. През 2000 на него е наречено летище – „Чарлз М. Шулц Еърпорт“. На логото на летището е изобразен Снупи, летящ на покрива на червената си колибка със специфичните си слънчеви очила и шал. В парка „Депо“ (Depot Park) в централната част на Санта Роса има бронзова статуя на Чарли Браун и Снупи.

## История
„Пийнътс“ произхожда от „Li’l Folks“ (в превод „малки хора“), седмична поредица карикатури, която излиза в периода 1947 – 1949 във вестника Сейнт Пол Пайниър Прес, издаван в родния град на Шулц. Когато работата му е забелязана от синдиката „Юнайтед Фийчър Синдикейт“ (United Feature Syndicate), те решават да издават новата поредица, върху която той работи. Тази поредица е подобна на другата, но има основни герои, а не различни безименни образи. Може би името е щяло да бъде запазено, ако не е било толкова близо до това на Малкия Ебнър на Ал Кап и забравената „Little Folks“. За да няма объркване синдикатът се спира на името „Пийнътс“, заглавие, което самият Шулц не харесва. В интервю от 1987 той споделя „Съвсем нелепо е, няма смисъл, просто е объркващо и няма достойнство – а аз мисля, че моят хумор е достоен.“
Поредицата скоро си има и главен герой, на който Шулц би нарекъл самата поредица – Добрият стар Чарли Браун (Good Ol’ Charlie Brown); герой, който е оформен благодарение на болезнените опити от годините на формиране на характера на Шулц. Всъщност периодичните колекционерски издания на карикатурите под форма на книга с меки корици за типично заглавие имат или Чарли Браун или Снупи, а не „Пийнътс“; неделните карикатури са публикувани под заглавие „Peanuts, featuring Good Ol' Charlie Brown“.
„Пийнътс“ дебютира на 2 октомври 1950 в седем вестника в САЩ – Вашингтон пост, Чикаго трибюн, Минеаполис трибюн, Алънтаун Кол-Криникъл, Бетлъхем Глоуб-Таймс, Денвър пост и Сиатъл таймс. Първоначално има само делнични карикатури (от понеделник до събота). Неделните карикатури започват излизането си на 6 януари 1952 във формат от половин страница, който е единственият формат използван за тях. Повечето читатели не разбират, че често изпускат една или повече „кутийки“, за да може вестникът да пести място.
Ранните години от съществуването на „Пийнътс“ напомнят на това, в което поредицата се превръща по-късно, но има и значителни разлики. Художествената изработка е по-изчистена и гладка, макар и семпла, с по-дебели линии и дребни герои; например в тези по-ранни карикатури, известната кръгловидна глава на Чарли Браун е с формата на топка за американски футбол. Всъщност повечето деца първоначално са с кръгловидни глави. Чарли е уникален с външния си вид, защото изглежда, че няма коса. Често се счита, че той е плешив, но Чарлс Шулц обяснява, че виждал героя с много светла коса, която е подстригана толкова късо, че не се вижда лесно. Начина си на изобразяване карикатуристът определя като „Школата на клечката за зъби“ (The Toothpick School), т.е. сякаш рисува с клечка за зъби.
„Пийнътс“ е забележителна със социалните коментари, особено в сравнение с други поредици през 1950-те и 1960-те. Шулц не дискутира расовото и половото равноправие, а приема, че и двете са очевидни сами по себи си. Например за даденост се счита атлетичността и самонадеяността на Пепърминт Пати, както и присъствието на Франклин в расово-интегрирани училище и квартал. Робърт Л. Шорт написва няколко книги, в които твърди, че открива теологически послания в карикатурите. В допълнение той ги използва, когато говори за госпела. Шулц подкрепя подобни интерпретации, но се опитва да се дистанцира от идеологията на Шорт. Въпреки че е християнин и някога преподавал Библията, а неговият герой Лайнъс често цитира Светото писание, Шулц се обявява за светски хуманист.
Шулц успява да засегне различни теми. През годините коментира всичко от войната във Виетнам до училищните униформи и „новата математика“. Една от неговите далновидни поредици в „Пийнътс“ започва през 1963, когато добавя малко момченце наречено „5“, чиито сестри са наречени „3“ и „4“, а баща им сменя фамилията им с техния пощенски код, за да се опълчи на начина, по който цифрите завземат живота на хората. Друга поредица карикатури осмива „Малката лига“ в бейзбола и „организираната“ игра, когато всички квартални деца се включват в лиги по правене на снежни човеци и критикуват Чарли Браун, защото иска да си строи собствени снежни човеци без лиги и треньори.
Вероятно Peanuts достига върховата точка на популярността си в американската поп-култура в периода 1965 – 1980, когато поредицата е в разцвет, създадени са много анимационни епизоди и са издадени колекционерски издания. През 1980-те други поредици надминават по популярност тази, най-вече Дунсбъри, Гарфилд, Далечната страна, Блум Каунти и Келвин и Хобс, и броят на книгите, посветени на „Пийнътс“ намалява. Обаче Шулц все още публикува широко карикатурите във всекидневниците и благодарение на добър маркетинг „Пийнътс“ носи на карикатуриста големи приходи.
Дневните карикатури са във формат от 4 „спестяващи-място“ кутийки от 1950, като много рядко в 8 кутийки, които успяват да паснат в шаблона за 4. През 1975 форматът е леко скъсен хоризонтално, а малко след това надписите стават по-големи, за да се приспособят към смаления шаблон. През 1988 Шулц изоставя стриктния формат и започва да използва цялата дължина, от части за да се пребори с намаления размер, а от друга страна, за да експериментира.
Шулц продължава поредицата 50 години, без асистенти, дори и такива за надписите и оцветяването. От началото на 1980-те щрихите му отслабват, това става по-забележимо през 1990-те, заедно със смяната на формата. Според някои изобразяването се влошава в този етап, по-специално това на образите. Това е спорен въпрос и е трудно да се определи.
Шулц продължава поредицата, докато не се сблъсква с проблеми със здравето си. Умира в нощта преди последната карикатура да бъде публикувана във вестниците. Тя е напечатана на 3 януари 2000. А тази за неделната версия излиза ден след смъртта на карикатуриста. След края на поредицата, много вестници препечатват стари карикатури под името Classic Peanuts.

## Герои
„Пийнътс“ първоначално няма главен герой. Отначало героите са малко – Чарли Браун, Шърми, Пати (това не е по-късно появилата се Пепърминт Пати) и един бийгъл – Снупи. Скоро обаче карикатурите се съсредоточават главно върху Чарли Браун. Основната му характеристика е инатът му, който е в разрез със собствените му интереси – не успява да спечели игра с топка, но продължава да играе бейзбол; не успява да пусне хвърчило, но не се отказва. Някои виждат това като достойни за възхищение решителност и упоритост да се опитва въпреки всичко. Въпреки че комплексът му за малоценност се забелязва от началото, в по-ранните карикатури той отбелязва победи в караниците си с Пати и Шърми. Други ранни карикатури показват романтични нотки между Чарли Браун и Пати или Вайълет (следващият главен герой, добавен в поредицата).
През годините Пати и Шърми участват рядко, докато други главни герои са представени. Шрьодер, Луси ван Пелт и брат ѝ Лайнъс дебютират като много малки деца – двете момчета с пелени и във възрастта преди да могат да говорят. Снупи в началото е сравнително типично куче, но по-късно започва да се изразява с думи чрез речеви балончета; впоследствие усвоява и други човешки способности, като да ходи на два крака, да чете книги, да използва пишеща машина и да спортува.
През 1960-те поредицата се фокусира върху образа на Снупи. Много от карикатурите от този период са посветени на измисления свят на кучето, в който то си представя, че е (най-известното му алтер его) опитен летец от Първата световна война или романист, всичко това за смайване на децата, които се чудят какво прави то, но понякога също така и участват. Снупи последователно приема над 150 различни персонажа – от „Готиния Джо“ до Мики Маус.
Шулц продължава да добавя нови герои в Peanuts. Мъжкараната с луничаво лице, панталонки и сандали е Патриша Райхард (Patricia Reichardt) или както е по-популярна „Пепърминт Пати“. Тя е самоуверено, атлетично, но сравнително глуповато момиче, което разтърсва света на Чарли Браун, като го нарича „Пиленце“ (Chuck), флиртува с него и му прави комплименти, за които той не е сигурен, че ги е заслужил. Тя води и нова група приятели, включително първия тъмнокож герой, Франклин, както и книжния плъх Марси, която нарича Пепърминт Пати „Сър“, а Чарли Браун „Чарлс“ (повечето герои го наричат „Чарли Браун“ освен Еудора, която също използва „Чарлс“; сестра му Сали обикновено му казва „големи братко“, а второстепенната героиня Пеги Джийн – „Брауни Чарлс)“. Някои излагат теорията, че Пепърминт Пати и Марси портретират лесбийки, но тя едва ли е вярна, като се вземат предвид хлътванията на двете момичета по главния герой. Марси наподобява „по-млада“ версия на Хани Хуан от Doonesbury. Обаче, както често се споменава, тя е направена по образец на Били Джийн Кинг.
Други бележити герои включват малката сестра на Чарли Браун – Сали, която харесва Лайнъс; приятелят на Снупи – птичката Удсток, както и някои други пернати – Конрад, Оливър, Бил и Хариет, всичките говорят с удивителни знаци; Пиг-Пен – вечно мръсното момче, което прави облак от прах дори и на чист тротоар или в снежна буря; братa на Снупи – Спайк, наречен на кучето от детството на Шулц, живеещ в пустинята Нийдълс, Калифорния.
Освен няколко редки случая възрастни не се появяват в поредицата. В Peanuts има и няколко герои, които не са видими за читателите. Някои, като The Great Pumpkin или Червения барон, са или може би са плод на въображението на героите. Други, като Малкото червенокосо момиче (вечното момиче-мечта за Чарли Браун), Джо Шлаботник (бейзболният кумир на Чарли Браун), Втората световна война (злата съседска котка) и безименния приятел(ка), с който Чарли Браун си кореспондира, са истински. Шулц добавя някои фантастични елемента – понякога вдъхва живот на неодушевени предмети. Врагът на Чарли Браун – Kite-Eating Tree (дървото, ядящо хвърчила) – е такъв пример. Училищната сграда на Сали Браун, която изразява мислите и чувствата си относно учениците, е друг такъв пример. Известното „одеялце за сигурност“ на Лайнъс също показва признаци на живот.
В един момент се появява и героиня наречена Шарлът Браун. Тя наподобява Чарли Браун във външния си вид, но е по-шумна и по-груба от Луси. Бързо се доказва като непопулярна сред читателите и не участва в повече от десет карикатури.

### Възраст на героите
Като цяло героите от Peanuts не стареят или растат много бавно, освен когато герои-бебета достигат възрастта на останалите герои и тогава спират растежа си. Лайнъс, например, е роден в първите години на поредицата. От бебешка възраст, той достига тази на Чарли Браун за първите десет години, през които го виждаме как прохожда и проговаря с помощта на сестра му и главния герой. Лайнъс спира да расте, когато е приблизително година по-малък от Чарли Браун. Когато започва поредицата, самият Чарли Браун е на четири години и постепенно в следващите две десетилетия става на осем (след което се казва, че е на осем, когато възрастта му е споменавана).

### Рождени дни на героите
- Шрьодер: 18 януари;
- Сали Браун: 25 май;
- Вайълет: 17 юни;
- Снупи: 10 август или 28 август;
- Пепърминт Пати: 4 октомври;
- Чарли Браун: 30 октомври;
- Лайнъс ван Пелт: 22 ноември или „през октомври“;

## Книги
Карикатурите от Peanuts са публикувани в много книги през годините. Някои са за хронологични колекции на карикатури, друга са тематични колекции, като например Snoopy’s Tennis Book (прев. – книгата за тенис на Снупи). Някои книги, представящи една история, също са публикувани. Такава е Snoopy and the Red Baron (прев. – Снупи и Червения барон). В допълнение повечето специални анимационни епизоди са адаптирани за книжни издания.
Чарлс Шулц винаги се е противопоставял на препечатването на ранните карикатури, тъй като те не отразаяват героите така, както те се развиват в по-късен етап. Обаче през 1997 той започва преговори с Fantagraphics Books, които да публикуват всичките карикатури от поредицата – над 18 000 – хронологично в книжен формат. Първият том The Complete Peanuts: 1950 to 1952 е публикуван през април 2004. Peanuts е уникална в сравнение с други карикатурни поредици, защото по-голямата част от оригиналните качествени карикатури все още са собственост на синдиката. Тези книги са публикували повечето от непрепечатаните материали:
- Чип Кид, ed. (2001) Peanuts: The Art of Charles M. Schulz. Ню Йорк: Pantheon Books. ISBN 0-375-42097-5 (hardcover), ISBN 0-375-71463-4 (меки корици).
- Дерик Банг with Виктор Лий. (2002 преиздание) 50 Years of Happiness: A Tribute to Charles M. Schulz. Санта Роса, Калифорния: Charles M. Schulz Musuem. ISBN 0-9685574-0-6
- Дерик Банг, ed. (2003) Lil' Beginnings. Санта Роса, Калифорния: Charles M. Schulz Museum. The complete run of Li'l Folks (1947–1950) ISBN 0-9745709-1-5
- Чарлс М. Шулц (2004) Who's on First, Charlie Brown?. Ню Йорк: Ballantine Books. ISBN 0-345-46412-5.
- Робърт Л. Шорт (1965) The Gospel According to Peanuts Архив на оригинала от 2006-11-18 в Wayback Machine.. Westminster John Knox Press: ISBN 0-664-22222-6
- Всичките карикатури на Peanuts ще бъдат публикувани от Fantagraphics Books под името „The Complete Peanuts“ в 25 тома в период от 12 години, като ще се издават по тома на година. Последният том ще бъда издаден през 2016.
  - (април 2004) The Complete Peanuts: 1950 to 1952. ISBN 1-56097-589-X
  - (октомври 2004) The Complete Peanuts: 1953 to 1954. ISBN 1-56097-614-4
  - (октомври 2004) The Complete Peanuts: 1950 to 1954 Box Set. ISBN 1-56097-632-2
  - (април 2005) The Complete Peanuts: 1955 to 1956. ISBN 1-56097-647-0
  - (октомври 2005) The Complete Peanuts: 1957 to 1958. ISBN 1-56097-670-5
  - (октомври 2005) The Complete Peanuts: 1955 to 1958 Box Set. ISBN 1-56097-687-X
  - (насрочен за април 2006) The Complete Peanuts: 1959 to 1960. ISBN 1-56097-671-3
  - (насрочен за октомври 2006) The Complete Peanuts: 1961 to 1962. ISBN 1-56097-672-1
  - (насрочен за октомври 2006) The Complete Peanuts: 1959 to 1962 Box Set. ISBN
  - (насрочен за май 2007) The Complete Peanuts: 1963 to 1964.
  - (насрочен за октомври 2007) The Complete Peanuts: 1965 to 1966.
  - (насрочен за октомври 2007) The Complete Peanuts: 1963 to 1966 Box Set. ISBN

Всеки от томовете публикувани от Fantagraphics Books съдържа азбучен показалец на карикатурите в съответния том. Това позволява на читателя да открие, например, всички карикатури с Лайнъс. Всеки том има някой от героите на корицата. Тези рисунки изглеждат като от затворническа снимка.
Всеки том има въведение от известна личност. Авторите и известните личности, които са писали въведението, са Уолтър Кронкайт, Гарисън Кейлър, Мат Грьонинг, Джонатан Франзън, Упи Голдбърг и Гари Трудо.

## Телевизия, кино, театър
В допълнение на карикатурите и безбройните книги, героите от Peanuts участват и в множество анимационни епизоди. Началото е поставено през 1961, когато от Ford Motor Company плащат за използването им в черно-бели реклами на Ford Falcon. Рекламите са направени от Бил Мелендес за Playhouse Pictures – анимационно студио, на което Ford са клиенти. Шулц и Мелендес стават приятели, и когато продуцентът Лий Менделсън решава да направи двуминутно анимационно продължение на телевизионния документален филм A Boy Named Charlie Brown през 1963, той поканва Мелендес за проекта. Преди документалният филм да е завършен тримата (с помощта на Coca-Cola) продуцират наградения с Еми и Peabody Award специален епизод A Charlie Brown Christmas, който е излъчен за първи път по CBS през 1965.
Анимационната версия на Peanuts се различава в някои аспекти от карикатурите. В поредицата, гласовете на възрастните са много рядко чувани, а разговорите се представени от децата. За да може да се запази този формат, Мелендес използва звука от тромбон, за да симулира гласовете на възрастните. По-значително изменение е отношението към Снупи. В карикатурите мислите на кучето са изразени чрез речеви балончета, докато в анимацията той обикновено е мълчалив, мислите му са или изразени главно чрез ръмжене, смях или пантомима, или други герои говорят вместо него. Тези методи са изоставени временно в миналото; в She’s a Good Skate, Charlie Brown експериментират с диалог, а мислите на Снупи са озвучени от разказвач. Премахването на „гласа“ на Снупи е вероятно най-спорният момент при адаптацията, но Шулц очевидно го е одобрил.
Успехът на A Charlie Brown Christmas подбужда CBS да излъчват още специални епизоди в прайм-тайма през годините. Започват с It’s the Great Pumpkin, Charlie Brown и Charlie Brown’s All Stars през 1966. Създадени са общо повече от трийсет такива епизода. До смъртта си през 1976 джазовият пианист Винс Гуаралди композира музиката към епизодите, особено популярна е Linus and Lucy – позната като тематичната песен към всички издания на Peanuts.
Освен Coca-Cola, други компании също спонсорират анимационните епизоди, включително Dolly Madison, Kellog’s, McDonald’s, Peter Paul-Cadbury, General Motors и Nabisco.
Шулц, Менделсън и Мелендес се събират и за работата си върху четирите пълнометражни филма с тези герои, първият от които е A Boy Named Charlie Brown (1969). Повечето от тях използват материала на Шулц от карикатурите, които са адаптирани, въпреки че в други случаи сюжетите са развити около идеи, върху които минимално е работено в карикатурите. Такъв е случаят с The Charlie Brown and Snoopy Show – сериал, излъчван в неделните сутрини, който дебютира по CBS през 1983 и продължава три сезона.
Към края на 1980-те популярността на анимациите започва да спада и от CBS отхвърлят няколко специални епизода. Осем-епизоден минисериал наречен This is America, Charlie Brown например е излъчван по времето на стачка на сценаристите. В по-късен етап последните епизоди на Peanuts са издадени на видео и нови не са създавани, докато ABC не откупува правата през 2000 за три епизода предназначени за есенната ваканция. Каналът Nickelodeon излъчва отново всички епизоди, както и The Charlie Brown and Snoopy Show в края на 1990-те под името You’re on Nickelodeon, Charlie Brown. Много от епизодите и пълнометражните филми са издадени под различни формати на домашно видео през годините. След смъртта на Шулц много от новите епизоди са базирани върху карикатурите нарисувани от него.
Героите от Peanuts дори играят на театрална сцена – в мюзикълите You’re a Good Man, Charlie Brown и Snoopy!!! — The Musical. Първият е изключително популярен извън Бродуей (поставян е четири години: 1967 – 1971) в Ню Йорк, както и на турне; Гари Бургоф играе Чарли Браун. Нова постановка е поставена през 1999 на Бродуей. Адаптирана е два пъти за телевизията – като игрална версия по NBC и анимационен епизод по CBS.

### Пълнометражни филми
- A Boy Named Charlie Brown (1969)
- Snoopy, Come Home (1972)
- Race For Your Life, Charlie Brown (1977)
- Bon Voyage, Charlie Brown (and Don't Come Back!) (1980)
- Фъстъчета: Филмът (2015)

### Анимационни епизоди
- A Boy Named Charlie Brown (1963; продължение на документалния филм)
- A Charlie Brown Christmas (1965)
- Charlie Brown's All-Stars (1966)
- It's the Great Pumpkin, Charlie Brown (1966)
- You're in Love, Charlie Brown (1967)
- He's Your Dog, Charlie Brown (1968)
- Charlie Brown and Charles Schulz (1969)
- It Was a Short Summer, Charlie Brown (1969)
- Play It Again, Charlie Brown (1971)
- You're Not Elected, Charlie Brown (1972)
- There's No Time for Love, Charlie Brown (1973)
- A Charlie Brown Thanksgiving (1973)
- It's a Mystery, Charlie Brown (1974)
- It's the Easter Beagle, Charlie Brown (1974)
- Be My Valentine, Charlie Brown (1975)
- You're a Good Sport, Charlie Brown (1975)
- It's Arbor Day, Charlie Brown (1976)
- It's Your First Kiss, Charlie Brown (1977)
- What a Nightmare, Charlie Brown (1978)
- Happy Birthday, Charlie Brown (1979)
- You're the Greatest, Charlie Brown (1979)
- She's a Good Skate, Charlie Brown (1980)
- Life Is a Circus, Charlie Brown (1980)
- It's Magic, Charlie Brown (1981)
- Someday You'll Find Her, Charlie Brown (1981)
- A Charlie Brown Celebration (1982)
- Is This Goodbye, Charlie Brown? (1983)
- It's an Adventure, Charlie Brown (1983)
- What Have We Learned, Charlie Brown? (1983)
- It's Flashbeagle, Charlie Brown (1984)
- Snoopy's Getting Married, Charlie Brown (1985)
- You're a Good Man, Charlie Brown (1985)
- Happy New Year, Charlie Brown (1986)
- Snoopy!!! — The Musical (1988)
- It's the Girl in the Red Truck, Charlie Brown (1988)
- The This is America, Charlie Brown минисериал (1988 – 1989)
  - The Mayflower Voyagers
  - The Birth of the United States Constitution
  - [[Wright Brothers at Kitty Hawk
  - The NASA Space Station
  - The Building of the First Transcontinental Railroad
  - The Great Inventors
  - The Smithsonian and the President of the United States
  - The Music and Heroes of America
- You Don't Look 40, Charlie Brown (1990)
- Why, Charlie Brown, Why? (1990)
- Snoopy's Reunion (1991)
- It's Spring Training, Charlie Brown (1992)
- It's Christmastime Again, Charlie Brown (1992)
- You're in the Superbowl, Charlie Brown (1994)
- It Was My Best Birthday Ever, Charlie Brown (1997)
- Good Grief, Charlie Brown: A Tribute to Charles Schulz (2000)
- Here's to You, Charlie Brown: 50 Great Years (2000)
- It's the Pied Piper, Charlie Brown (2000)
- The Making of "A Charlie Brown Christmas" (2001)
- A Charlie Brown Valentine (2002)
- Charlie Brown's Christmas Tales (2002)
- Lucy Must Be Traded, Charlie Brown (2003)
- I Want a Dog for Christmas, Charlie Brown (2003)

## Други
Героите от „Пийнътс“ са лица на застрахователната компания MetLife в печатни и телевизионни реклами. През годините са се появявали в реклами за кексчетата на Dolly Madison, Butternut Bread, Friendly’s, Cheerios и автомобилите на Ford. Героите са лицензирани за употреба от увеселителния парк Cedar Fair, както и от Camp Snoopy в Минесота и южна Калифорния. Пиг-Пен участва в реклама на прахосмукачките Regina.
Героите са отпечатвани на картички на Hallmark от 1960 и могат да бъдат видени върху дрехи, играчки, знаменца, балони, постери, украси за Коледа и други.
„Пийнътс“ се появяват и в NASCAR. През 2000 Джеф Гордън кара Шевролет номер 24 с мотив със Снупи на пистата в Индианаполис. Две години по-късно Тони Стюърт кара под номер 20 кола с The Great Pumpkin мотив в две състезания. На първото – на пистата в Бристол – е с черна кола с Лайнъс, седящ в тиквена нива. На второто – на пистата в Атланта – Тони кара оранжева кола с героите от поредицата, които искат сладки неща за Вси светии. Бил Елиът кара Додж номер 6 с рисунка от A Charlie Brown Christmas. Колата се състезава на NASCAR BUSCH Series на пистата в Мемфис.
В поредицата Captain Amazing на комикса LT директорът на училишето Amazingville High се казва Чарлс Браун (наричан и г-н Браун). Той е доста по-възрастен от времето, когато е в „Пийнътс“ и има същата коса.

## Завет, влияние и критика
Поредицата карикатури „Пийнътс“ често се счита за една от най-влиятелните и добре написани поредици на всички времена. Шулц получава за „Пийнътс“ наградата за хумористични карикатури на американската национална общност на карикатуристите (National Cartoonist Society Humor Comic Strip Award) през 1962 г., тяхната Elzie Segar Award през 1980 г., тяхната Reuben Award през 1955 и 1964 г., както и Milton Caniff Lifetime Achievement Award, която е за цялостен принос през 1999 г. A Charlie Brown Christmas получава наградите Peabody и „Еми“. За работата си по карикатурите авторът получава звезда на Алеята на славата и място в „Залата на славата на Уилям Рандолф Хърс за карикатури“ (William Randolph Hearst Cartoon Hall of Fame). Героите от „Пийнътс“ са на корицата на списанието Тайм от 9 април 1965 г.
Смята се, че „Пийнътс“ е най-вдъхновяващата поредица карикатури публикувана някога. Почит към Шулц и неговата работа е изразявана в много други карикатури и комикси след смъртта му през 2000 г. През май същата година много карикатуристи споменават „Пийнътс“ в техните творби. Първоначално това е отбелязване на оттеглянето на Шулц, но след смъртта му през февруари е знак на почит към живота и кариерата му. По подобен начин няколко поредици споменават „Пийнътс“ на 30 октомври 2005 г. и по специално It’s the Great Pumpkin, Charlie Brown.
Специалните анимационни епизоди „Пийнътс“ са наградени с две награди Peabody и 4 награди „Еми“.
В Сейнт Пол, Минесота (родният град на Шулц) са издигнати няколко статуи, които представят различен герой всяка година. The Peanuts on Parade започва през 2001 със статуи на Снупи, като след това следват статуи на Чарли Браун през 2002 г., Луси – 2003, Лайнъс – 2004 и Снупи и Удсток, лежащи на покрива на колибката на Снупи, през 2005 г.